# Триадица (район)
Вижте пояснителната страница за други значения на Триадица.
„Триадица“ е един от 24-те административни района на Столична община. Триадица е с обща площ от 9,8 кв. км. Населението на Триадица е над 83 хил. жители. Бившето име на тази община е Благоевски районен народен съвет.
Към 15 юни 2023 г. в района живеят 76 567 души по настоящ адрес и 83 377 души по постоянен адрес.
Район „Триадица“ включва следните градски части – кв. „Иван Вазов“, ж.к. „Стрелбище“, ж.к. „Гоце Делчев“, източната част на кв. „Манастирски ливади“, ж.г. „Южен парк“, западната част на кв. „Кръстова вада“ и части от центъра около Витошка и НДК.
Района е с граници:
- на север и северозапад – ул. „Позитано“, бул. „Христо Ботев“, бул. „Прага“ и ул. „Свети Георги Софийски“
- на запад – бул. „Академик Иван Евстратиев Гешов“ и бул. „България“
- на юг – бул. „Околовръстен път“
- на изток – бул. „Черни връх“, ул. „Хенрик Ибсен“, ул. „Козяк“, ул. „Богатица“, бул. „Арсеналски“, бул. „Черни връх“, бул. „Професор Фритьов Нансен“, бул. „Патриарх Евтимий“ и бул. „Витоша“

## Квартали
- Гоце Делчев (Карта)
- Иван Вазов (Карта)
- Кръстова вада (Карта)
- Манастирски ливади (Карта)
- Манастирски ливади (жилищен комплекс) (Карта)
- Манастирски ливади - Б (Карта)
- Стрелбище (Карта)
- Хладилника (промишлена зона) (Карта)
- Център на София (Карта)
- Жилищна група „Южен парк“ (Карта)
- Южен парк (Карта)

## Население

### Етнически състав
Преброяване на населението през 2011 г.
Численост и дял на етническите групи според преброяването на населението през 2011 г.:
|                     | Численост | Дял (в %) |
| Общо                | 63 451    | 100.00    |
| Българи             | 57 177    | 90.11     |
| Турци               | 206       | 0.32      |
| Цигани              | 76        | 0.11      |
| Други               | 593       | 0.93      |
| Не се самоопределят | 316       | 0.49      |
| Неотговорили        | 5083      | 8.01      |

## Културни и поклоннически забележителности
- Национален Дворец на Културата (НДК)– пл. „България" № 1
- Национален музей „Земята и хората“
- BBC-център
- Поклоннически храмове
- Храм „Св. Великомъченик Георги Победоносец“
- Храм „Свети Архидякон и Първомъченик Стефан“

## Транспорт
- Трамвайни линии № 1, 6, 7, 27
- Тролейбусни линии № 1, 3, 5, 6, 7, 8, 9;
- Автобусни линии № 64, 72, 73, ТБ Е74, 76, 83, 102, 204, 604.

## Здравеопазване
- Военномедицинска академия (ВМА)
- Медицинска академия
- СБАЛББ „Света София“
- СБАЛАГ „Майчин дом“
- Болница „Лозенец“
- МБАЛ „Свети Иван Рилски“
- СБАЛИПБ „Проф. Иван Кирилов“

## Образование
На територията на района има 8 детски градини, 2 читалища, 13 училища (8 основни, 3 общински и 2 частни) и 4 читалища.